# Coupe du monde féminine de cricket de 1978
Navigation
1973 1982
La Coupe du monde de cricket féminin de 1978 est la deuxième édition de cette compétition, après celle de 1973. Elle se tient du 1er au 13 janvier 1978 en Inde. Quatre équipes s'affrontent dans une poule unique, sans phase finale. L'épreuve est remportée par l'Australie.

## Déroulement

### Règlement
Toutes les équipes se rencontrent une fois dans une poule unique. Une victoire rapporte deux points. En cas d'égalité de points entre deux ou plusieurs équipes, c'est le nombre moyen de courses marquées par série de lancers qui les départage. Au cours d'un match, chaque équipe dispose d'une manche de 50 séries pour marquer, et chaque série compte six lancers.

### Classement
| Rang | Équipe           | Pts | J | G | É | P | Ab | Taux de courses |
| ---- | ---------------- | --- | - | - | - | - | -- | --------------- |
| 1    | Australie        | 6   | 3 | 3 | 0 | 0 | 0  | 3,264           |
| 2    | Angleterre       | 4   | 3 | 2 | 0 | 1 | 0  | 2,657           |
| 3    | Nouvelle-Zélande | 2   | 3 | 1 | 0 | 2 | 0  | 2,777           |
| 4    | Inde             | 0   | 3 | 0 | 0 | 3 | 0  | 1,988           |